# Tlatelolco (métro de Mexico)
Tlatelolco est une station de la Ligne 3 du métro de Mexico, située au nord de Mexico, dans la délégation Cuauhtémoc.

## La station
La station est ouverte en 1970. Son symbole est la silhouette de l'un des bâtiments les plus caractéristiques du voisinage, la Tour Insigne, siège de Banobras, en forme de triangle isocèle et doté à son extrémité d'un carillon de 47 cloches donnés au Mexique par la Belgique.
Tlatelolco a servi de terminus nord de la ligne 3 de son ouverture en novembre 1970, pour le segment initial de Tlatelolco à Hospital General, jusqu'en août 1978 où elle a été étendue à La Raza.